# Rhamphomyia pachymeriae
Rhamphomyia pachymeriae är en tvåvingeart som beskrevs av Bartak och Kubik 2009. Rhamphomyia pachymeriae ingår i släktet Rhamphomyia och familjen dansflugor. Inga underarter finns listade i Catalogue of Life.